# Syllepte angulifera
Syllepte angulifera is een vlinder uit de familie van de grasmotten (Crambidae), uit de onderfamilie van de Spilomelinae. De wetenschappelijke naam van deze soort is voor het eerst voorgesteld als Zunacetha angulifera door Herbert Druce in een publicatie uit 1895.
De soort komt voor in Mexico, Belize, Guatemala, Panama.